# Erichsens Gård
Erichsens Gård is het best bewaarde burgerhuis in Rønne op Bornholm, en dateert uit 1806. Het maakt sinds 1950 deel uit van Bornholms Museum.
Erichsens Gård werd in de jaren 1830 en 1840 een aantal malen verbouwd. De architect Henning Pedersen, die Rønne Præstegård en het oude Raadhuis op Rønne's Store Torv (Grote Plein) ontwierp, woonde hier van 1816 tot 1837.
De hoeve kreeg echter de naam van de volgende eigenaar, kanselier Thomas Erichsen. Hij verhuisde in 1832 naar Bornholm en trouwde in 1838 met de Bornholmse Michelle Westh waarna zij zich vestigden op deze hoeve. Hier kregen zij twaalf kinderen. Een ervan, Vilhelmine Erichsen (1852-1935), werd hier in 1866 op veertienjarige leeftijd door Kristian Zahrtmann geschilderd. Het Portret van Vilhelmine Erichsen hangt nu in het Bornholms Kunstmuseum. Het was echter een andere bekende schilder en dichter die in 1871 met haar trouwde. Het huwelijk met Holger Drachmann was echter maar van korte duur. In 1874 scheidden hun wegen en in 1878 was de scheiding officieel.
Het museum toont veel zaken die nog herinneren aan deze twee kunstenaars en aan het huwelijk tussen Holger en Vilhelmine. Erichsens Gård werd in 1919 tot monument verklaard en in 1950 door Elena Erichsen aan het Bornholms Museum verkocht. Er is een permanente tentoonstelling over de geschiedenis van de hoeve en het leven in een burgerfamilie in de jaren 1850-1900.

## Afbeeldingengalerij

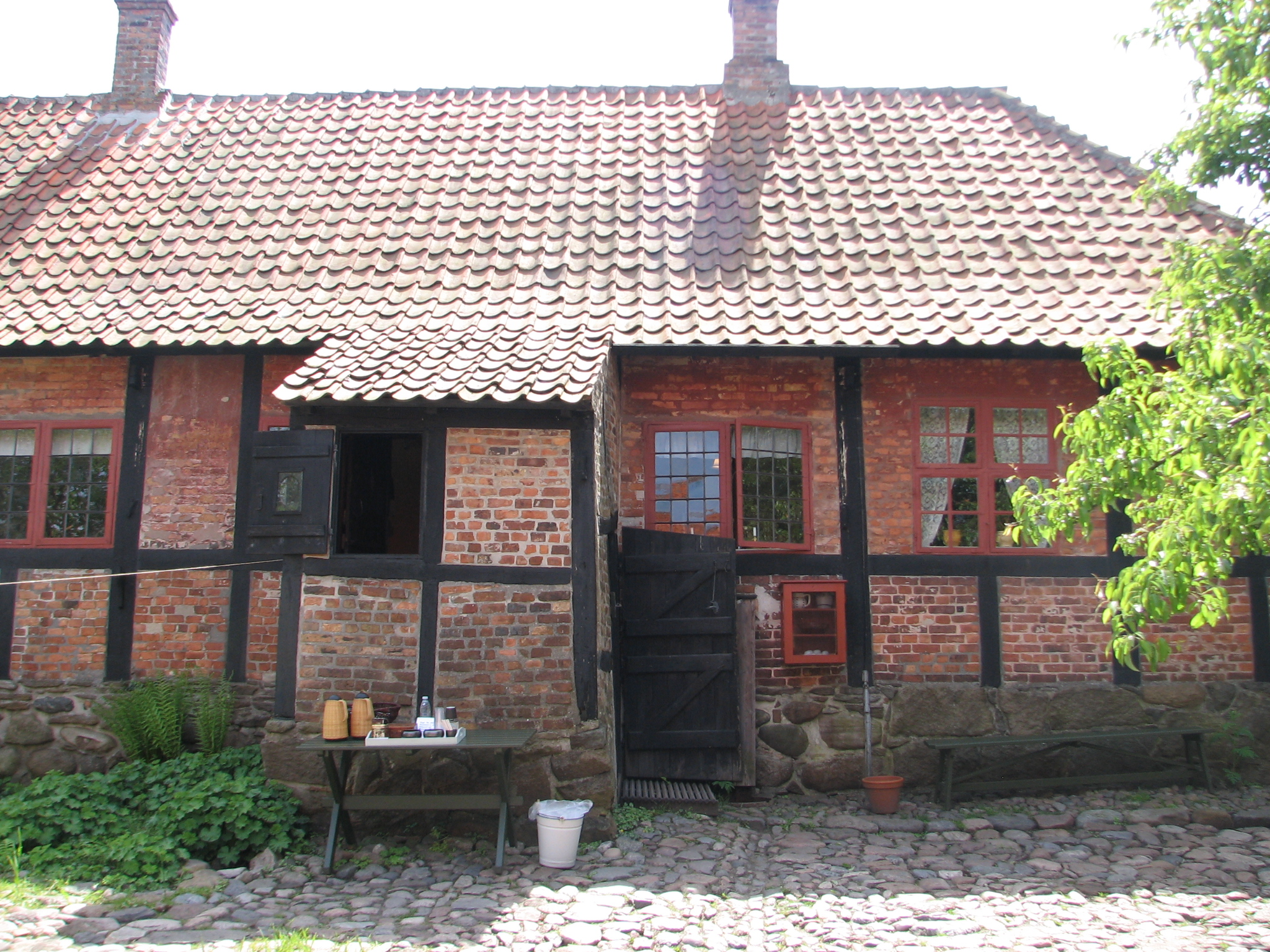
Erichsens Gård - Binnenplaats en achterzijde van het huis.
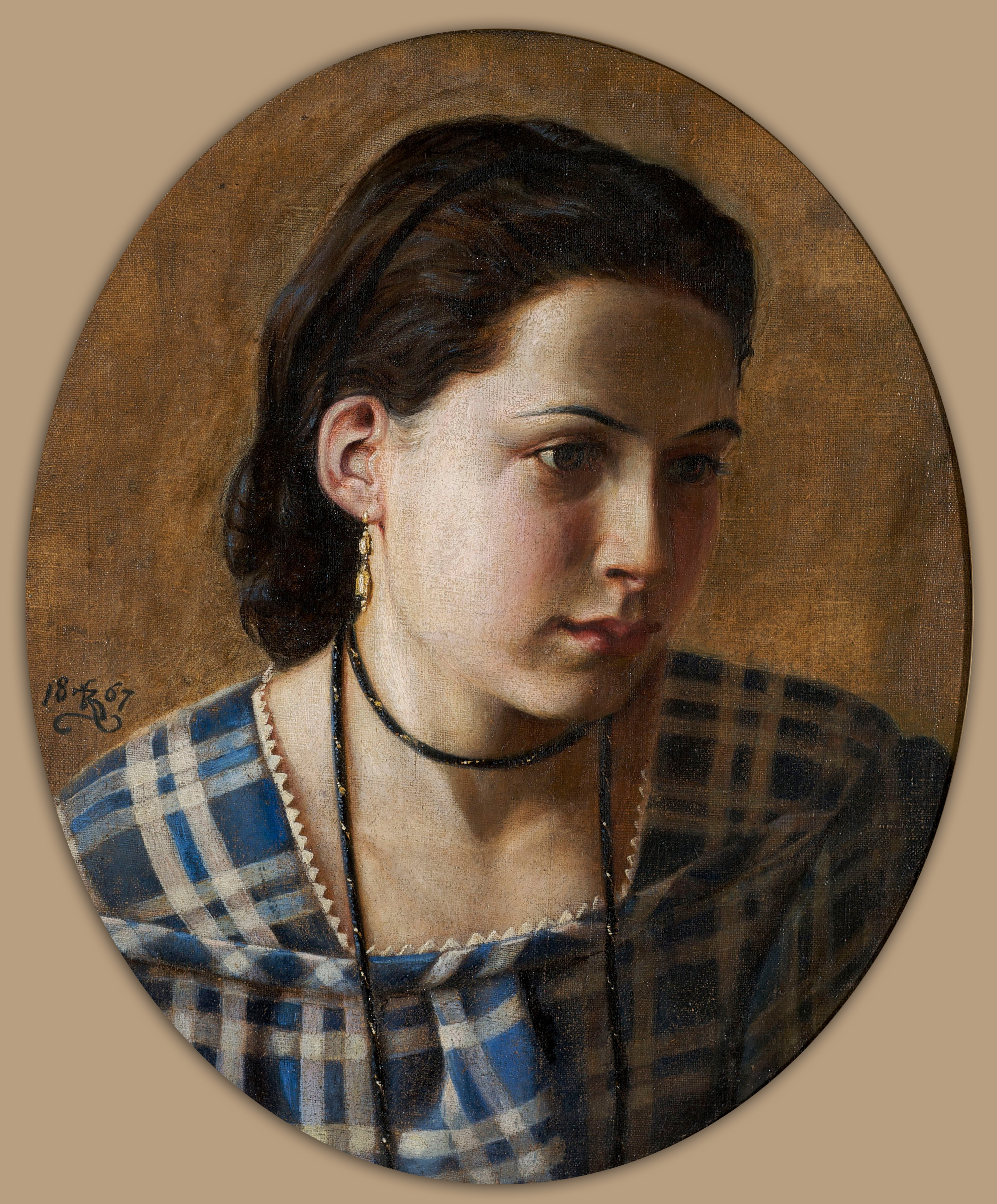
Portret van Vilhelmine Erichsen (hier veertien jaar oud) geschilderd door Kristian Zahrtmann.
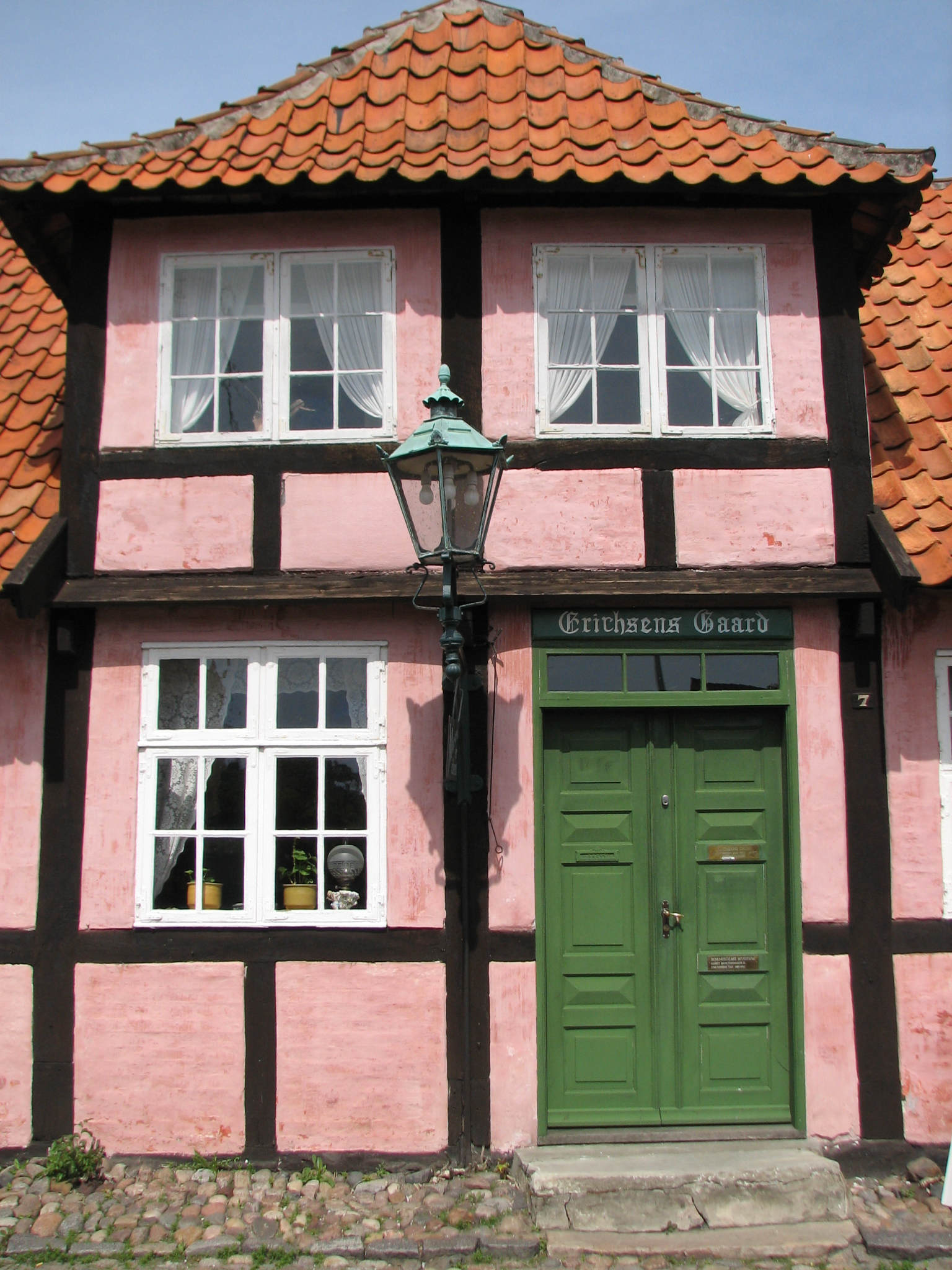
Erichsens Gård
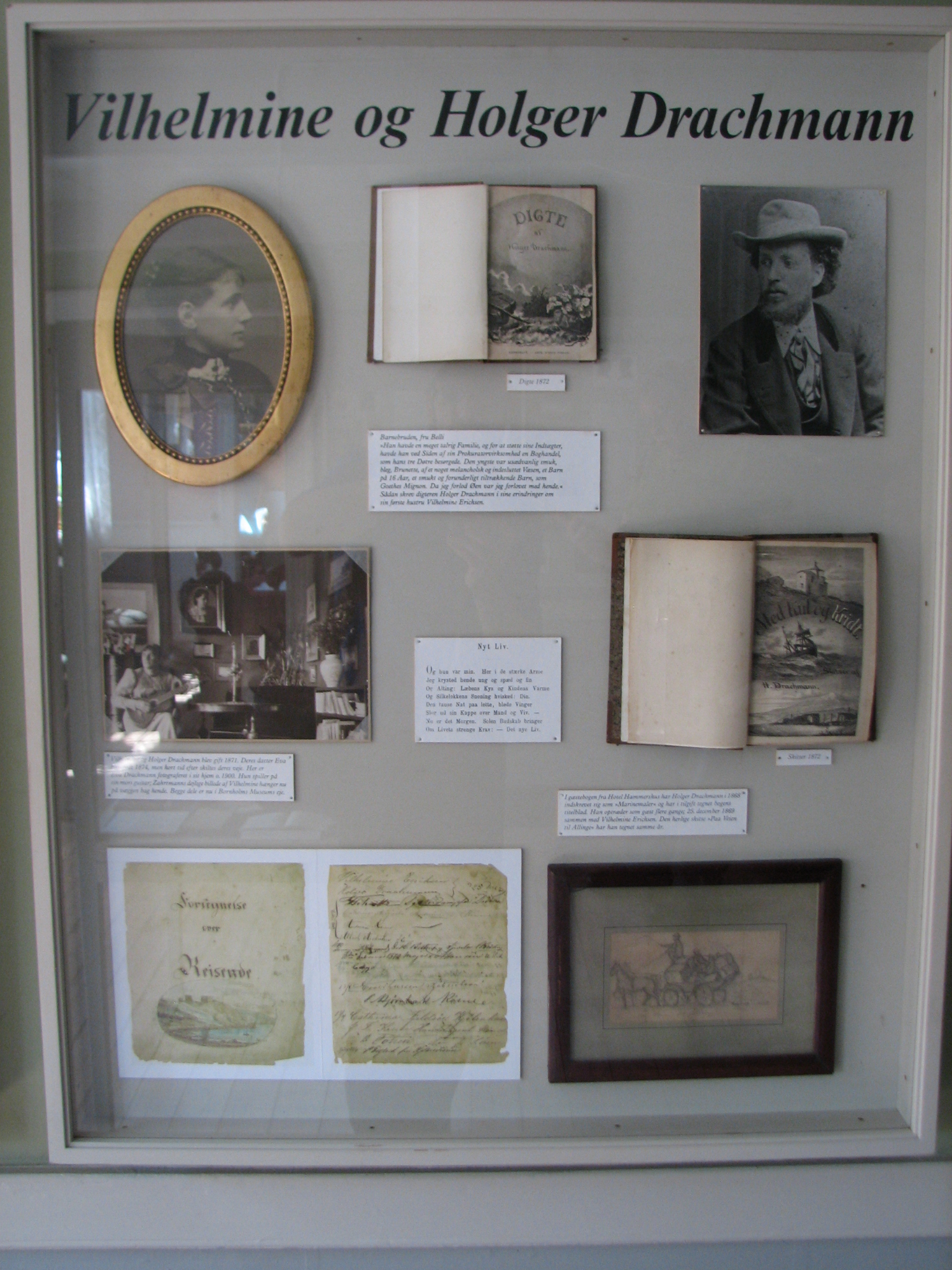
Vilhelmine Erichsen en Holger Drachmann.
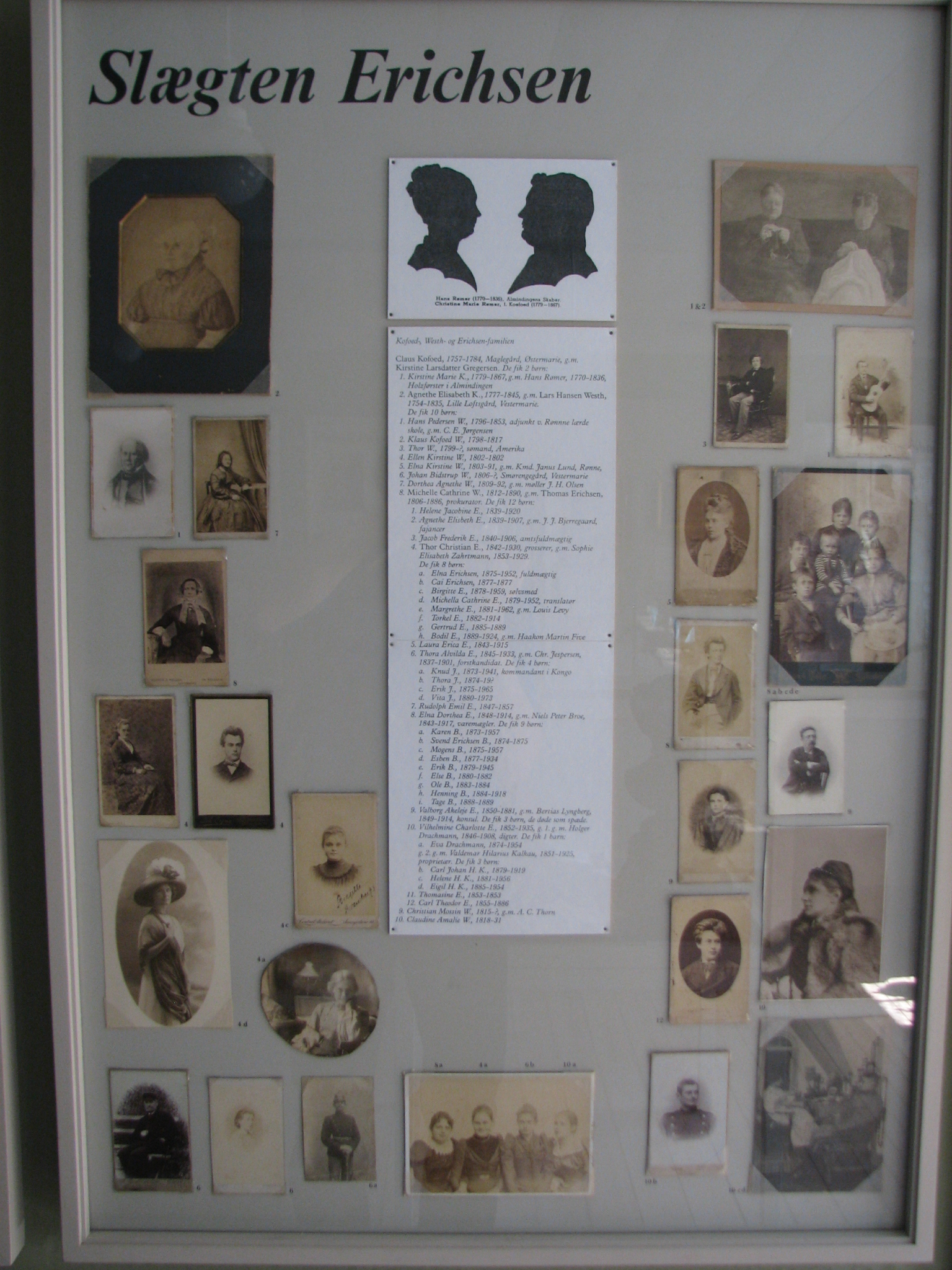
Vilhelmine Erichsens familie. De kinderen van Thomas Erichsen en Michelle Westh groeiden hier op.

Bornholms Kunstmuseum · Bornholms middelaldercenter · Bornholms Museum · Bornholms Træbådelaug · DBJ Museum · Erichsens Gård · Forsvarsmuseum · Kastellet · L. Hjorts Terracottafabrik · Landbrugsmuseet Melstedgård · NaturBornholm · Oluf Høst Museum